# Noel Sickles
Noel Sickles (Chillicothe, 24 gennaio 1910 – Tucson, 3 ottobre 1982) è stato un fumettista e illustratore statunitense, noto per la realizzazione della serie a fumetti Scorchy Smith con la quale introdusse innovazioni grafiche in seguito entrate nel patrimonio comune del genere. Nel 1983 fu inserito postumo nella Hall of fame della Society of Illustrators.

## Biografia
Nacque a Chillicothe, Ohio. In gran parte autodidatta, la sua carriera iniziò come vignettista politico per l'Ohio State Journal alla fine degli anni venti. In questo periodo conobbe Milton Caniff con il quale condivise lo studio per poi lavorare il Columbus Dispatch. Nel 1933 seguì Caniff, all'epoca autore della serie a fumetti di Terry and the Pirates, a New York dove entrambi erano stati assunti come disegnatori nello staff creativo dell'Associated Press. Qui Sickles venne assegnato alla realizzazione della serie Scorchy Smith, a seguito della malattia del creatore, John Terry, che soffriva di tubercolosi; inizialmente la realizzò come ghostwriter senza firmarla, per poi iniziare a firmarla dopo la morte di Terry nel 1934.
La produzione di Sickles venne molto apprezzata e si rivelerà molto influente nel campo del fumetto avventuroso per le sue composizioni grafiche in stile cinematografico e per lo stile di inchiostrazione e per le ombreggiatura. Lavorò insieme a Caniff per due anni, aiutandosi a vicenda nelle rispettive serie. Il suo stile divenne popolare tra gli altri disegnatori fu particolarmente d'ispirazione per Milton Caniff che in seguito riconobbe di essere stato molto influenzato da Sickles.
Nel 1936, Sickles scoprì che la serie che stava realizzando aveva una vasta diffusione - la AP Newsfeatures non divulgava queste informazioni con gli autori - stimando che veniva distribuita su circa 250 testate negli USA, calcolò che avrebbe dovuto rendere mensilmente circa 2500 $ dei quali, in quanto sceneggiatore e disegnatore, riceveva solo 125 $. Chiese quindi un aumento che però gli venne rifiutato e quindi decise di interrompere la collaborazione con la AP per dedicarsi all'illustrazione di riviste. Ha per un certo periodo scritto, senza firmarla, la serie Le avventure di Patsy, ma per il resto della sua carriera si dedicò all'illustrazione per le riviste come Life, Look, Reader's Digest, National Geographic e Saturday Evening Post.
Sickles morì a Tucson il 3 ottobre 1982.

## Premi e riconoscimenti
- Nel 1983 fu inserito postumo nella Hall of fame della Society of Illustrators.
- Premio della National Cartoonists Society nella categoria "Advertising and Illustration" nel 1960 e nel 1962.
- La sua produzione della serie Scorchy Smith venne ristampata nella collana Famous Funnies e in due volumi pubblicati dalla Nostalgia Press negli anni settanta. La parte finale della sua produzione venne invece ristampata in Big Fun Comics pubblicata dalla American Comic Archive che pubblico anche la produzione di Bert Christman.
- Nel 2008 la IDW Publishing pubblicò Scorchy Smith and the Art of Noel Sickles, volume che ristampò la produzione del periodo dal 1933 al 1936.